# Xã Linden, Quận Cavalier, Bắc Dakota
Xã Linden (tiếng Anh: Linden Township) là một xã thuộc quận Cavalier, tiểu bang Bắc Dakota, Hoa Kỳ. Năm 2010, dân số của xã này là 25 người.